# Alberto Varela Silva
Alberto Varela Silva (Lisboa, Estrela, Madragoa, 15 de Setembro de 1929 - Lisboa, 15 de Dezembro de 1995), mais conhecido por Varela Silva, foi um actor, autor, encenador e director de teatro, cinema e televisão português.

## Nascimento e formação
Nasceu em 15 de Setembro de 1929, no Bairro da Madragoa, em Lisboa. Frequentou a Sociedade de Instrução Guilherme Cossoul, onde foi colega de futuras grandes figuras do teatro e televisão nacional, como Raul Solnado.

## Carreira artística

### Teatro
A sua estreia como actor foi ainda naquela sociedade, na peça Falar Verdade a Mentir de Almeida Garrett. Em 1953 interpretou a personagem do Conde de Ourém na peça O Regente de Marcelino Mesquita, a convite da companhia Rey Colaço-Robles Monteiro, tendo este sido o seu primeiro trabalho no Teatro Nacional D. Maria II. No ano seguinte profissionalizou-se como membro desta companhia, iniciando assim uma carreira de mais de quatro décadas, onde interpretou em cerca de duzentas peças, abrangendo várias tipologias teatrais, como a farsa, a tragédia, a comédia, e a revista. Participou em várias peças destacadas, como Um Eléctrico Chamado Desejo, Felizmente Há Luar! ou Passa Por Mim no Rossio. Em 1967, interpretou a peça Um Equilíbrio Delicado, em conjunto com Amélia Rey Colaço e Mariana Rey Monteiro, baseada numa obra de Edward Albee, vencedora de um Prémio Pulitzer. Em 29 de Setembro de 1986 participou num espectáculo de homenagem a Maria Matos, organizado pela Câmara Municipal de Lisboa por ocasião do centenário do seu nascimento, onde também marcaram presença outras grandes figuras do teatro nacional, como César de Oliveira, Pavão dos Santos, Lopes Ribeiro e Eunice Muñoz.
Trabalhou igualmente como encenador de teatro, tendo sido responsável por mais de vinte peças, incluindo Estranha Forma de Amar em 1976, ou O Fidalgo Aprendiz em 1988. A sua estreia como encenador foi com outra peça de Garrett, O Tio Simplício, em colaboração com o célebre decorador Lucien Donnat. Em 1960 encenou a obra A Sapateira Prodigiosa, de Federico García Lorca, onde trabalhou com Octávio Clérigo. Foi o autor da peça Ponto de Vista em 1961, que foi apresentada no Carnaval desse ano, e que contou com a participação de Amélia Rey Colaço e Erico Braga. Em 1955 escreveu a comédia Amanhã há Récita, que foi levada ao palco no ano seguinte, tendo sido a estreia do actor Henrique Viana. Em 1968, a sua peça Tango, baseada numa obra do dramaturgo Sławomir Mrożek, e interpretada por Amélia Rey Colaço e Mariana Rey Monteiro, teve um grande sucesso. Escreveu igualmente as peças Um Príncipe do Meu Bairro em 1966, e em 1978 a revista O pato das cantigas em conjunto com Nicolau Breyner. Outra grande figura do teatro nacional com o qual Varela Silva trabalhou foi o actor e encenador Norberto Barroca. Em 1956 publicou o livro de contos Histórias Que Não Me Pediram, que recebeu uma crítica positiva por parte do jornal Diário Popular tendo João Pedro de Andrade considerado que «em poucas páginas afirmou disposições que escritores de carteira nem sempre logram com muitos livros: um ângulo próprio donde visionar um sector da vida citadina e uma maneira pessoal de expor os resultados da sua visão. De qualquer modo, é caso para lhe pedirmos mais histórias.».

### Televisão e cinema
A sua carreira também passou pela televisão, onde escreveu, realizou, dirigiu e foi intérprete em diversos programas, principalmente em telenovelas portuguesas, tendo participado na primeira realizada em Portugal, a Vila Faia, em 1982. Em Abril de 1974, foi convidado pela Rádio Televisão Portuguesa para interpretar e encenar a peça de teleteatro Duas Dúzias de Rosas Vermelhas, onde também iriam actuar Paulo Renato e Simone de Oliveira. Naquela emissora, também foi jurado do concurso Retrato de Família, e foi o autor da Histórias simples de gente cá do bairro, sobre os habitantes de Lisboa.
Também participou como actor em oito filmes de cinema, incluindo A Ribeira da Saudade de João Mendes, em 1963, Benilde ou a Virgem Mãe de Manoel de Oliveira, em 1975, Cântico Final de Manuel Guimarães, de 1975, O Diabo Desceu à Vila, realizado em 1979 por Teixeira da Fonseca, e Aqui d'El Rei! de António-Pedro Vasconcelos, em 1992. Foi o argumentista do filme Pão, Amor e… Totobola! de Henrique Campos, lançado em 1964. Interpretou, em conjunto com Fernanda Borsatti, as personagens principais do telefilme A Chave do Mistério, realizada em 1959 por Marcello de Morais.
Varela Silva manifestou igualmente a vontade de adaptar a obra Aparição de Virgílio Ferreira para o cinema, mas nunca conseguiu realizar este intento.

## Homenagens
Em 14 de Julho de 2004, a Câmara Municipal de Lisboa colocou o seu nome numa rua no Vale da Ameixoeira, na freguesia de Santa Clara, homenagem que foi feita na sequência de uma proposta da APOIARTE – Associação de Apoio aos Artistas.

## Carreira

### Teatro (actor)
Varela Silva participou em 200 peças, entre as quais:
- Falar Verdade a Mentir
- O Regente (1953)
- As Árvores Morrem de Pé
- O Céu da Minha Rua (1958) - protagonista ao lado da estreia televisiva de Amália enquanto atriz[10]
- Um Eléctrico Chamado Desejo
- Felizmente Há Luar (1978)
- O Judeu (1981)
- Rómulo, O Grande (1981)
- A Ceia dos Cardeais (1982)
- Eu Sou Um Homem De Bem (1985)
- O Fidalgo Aprendiz (1988)
- Três Actores, Um Texto, Uma Conversa (1995)

### Teatro (encenação)
Mais de 20 peças, nomeadamente:
- A Sapateira Prodigiosa (1960)
- Estranha Forma de Amar (1976)
- O Fidalgo Aprendiz (1988).

### Cinema (argumentista)
- Pão, Amor e… Totobola! (1964) de Henrique Campos [11]

### Cinema (actor)
Fez parte do elenco dos filmes: 
- A Ribeira da Saudade (1963) de João Mendes
- Benilde ou a Virgem Mãe (1975) de Manoel de Oliveira
- Cântico Final (1975) de Manuel Guimarães
- O Diabo Desceu à Vila (1979) de Teixeira da Fonseca
- Aqui D'El Rei! (1992) de António Pedro Vasconcelos

Participou ainda em outras telenovelas, como Vila Faia (1982) e séries televisivas, como Gente Fina É Outra Coisa (1982-83).

### Livros
- Histórias Que Não Me Pediram (1956) [14]
- Amanhã Há Récita (1955) - comédia em três atos
- Ponto de vista (1961) - peça
- Um Príncipe do Meu Bairro (1966) - peça
- O pato das cantigas (1978) com Nicolau Breyner.

## Vida pessoal
Varela Silva casou em 1955 com a fadista Celeste Rodrigues, de quem teve duas filhas: Maria Rita e Maria José. Esteve igualmente casado com a cantora e actriz Simone de Oliveira.
Varela Silva foi vítima de uma doença prolongada tendo estado em tratamentos de quimioterapia no Hospital Pulido Valente ao lado de Curado Ribeiro, seu amigo de vida. Morreu a 15 de Dezembro de 1995, na cidade de Lisboa.